# Ооржак, Мерген Дадар-оолович
Мерген Дадар-оолович Ооржак (тув. Ооржак Дадар-оол оглу Мерген, род. 9 марта 1981 года, Барун-Хемчикский район Республики Тыва) — российский чиновник, государственный и политический деятель. Депутат Государственной Думы VII созыва, член фракции «Единая Россия», член комитета Госдумы по бюджету и налогам.

## Биография

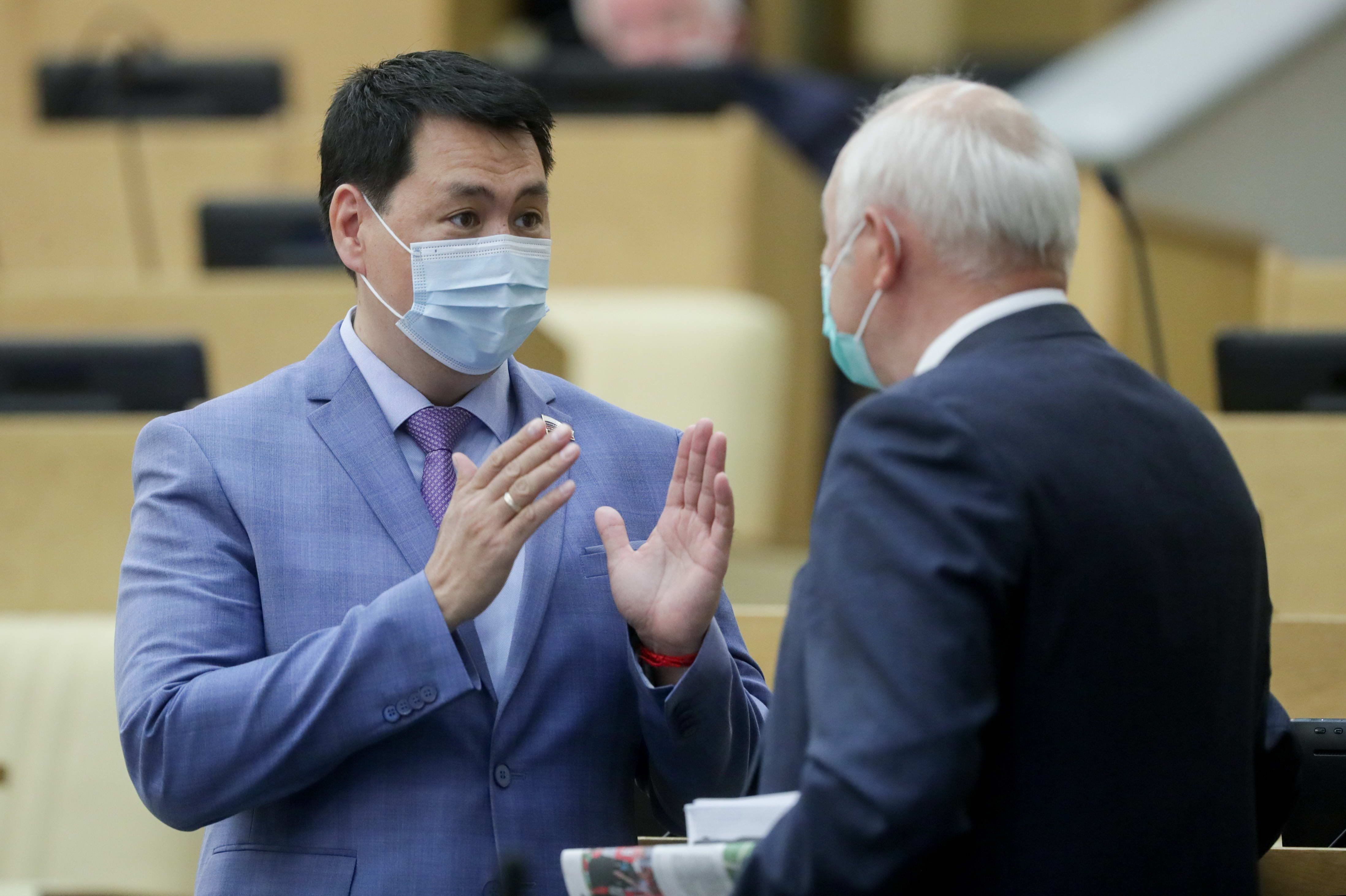
На пленарном заседании в Государственной Думе, 2021 год

В 2003 году получил высшее образование по специальности «Учитель истории и права», окончив Тывинский государственный университет. В 2008 заочно получил специальность «Юрист» в Российском государственном социальном институте. С 2003 по 2004 год работал в Республиканском центре досуга молодежи при министерстве культуры Республики Тыва в должности методиста. С 2004 года работал в Министерстве труда и социальной политики республики специалистом, позже — ведущим специалистом. С 2008 по 2009 год работал в правительстве Республики Тыва советником председателя правительства. В 2009 году работал в секретариате председателя правительства в должности заместителя руководителя секретариата, в 2011 году назначен руководителем секретариата председателя правительства. В 2012 году работал в канцелярии главы Республики в должности исполняющего обязанности заведующего канцелярией.
В 2012 году работал в министерстве здравоохранения и социального развития республики в должности заместителя министра. В 2013 году после разделения министерства здравоохранения и социального развития на два министерства: министерство здравоохранение и министерство труда и социальной политики, Мерген Ооржак был назначен министром труда и социальной политики.
В сентябре 2014 года был избран депутатом Верховного Хурала (парламента) Республики Тыва от партии «Единая Россия», однако уже в октябре сложил депутатские полномочия в связи с наделением полномочиями члена Совета Федерации Федерального Собрания Российской Федерации от Правительства Республики Тыва.
В сентябре 2016 года досрочно сложил с себя полномочия члена Совета Федерации в связи с избранием депутатом Государственной Думы VII созыва по одномандатному избирательному округу № 32.

## Законотворческая деятельность
С 2016 по 2019 год, в течение исполнения полномочий депутата Государственной Думы VII созыва, выступил соавтором 11 законодательных инициатив и поправок к проектам федеральных законов.